# Indoor Flanders Meeting

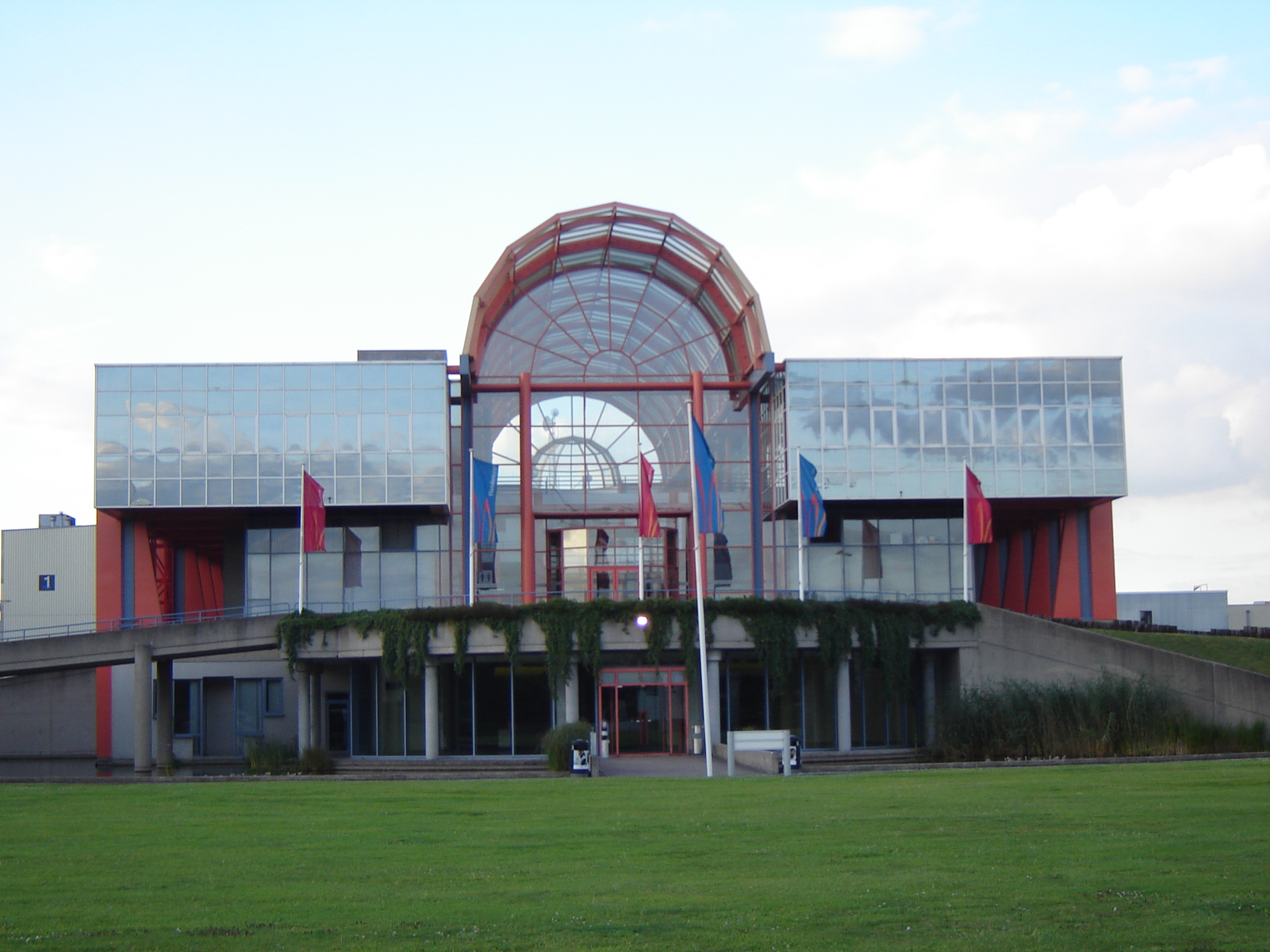
Flanders Sports Arena em Gante

O Indoor Flanders Meeting é um meeting de atletismo indoor que se desenrola todos os anos em Gante, Bélgica, desde 1992. Faz parte atualmente da IAAF Indoor Permit Meetings e é sediado no Flanders Sports Arena, em regra acontece sempre em meados de fevereiro.